# Ильинич, Юрий Иванович

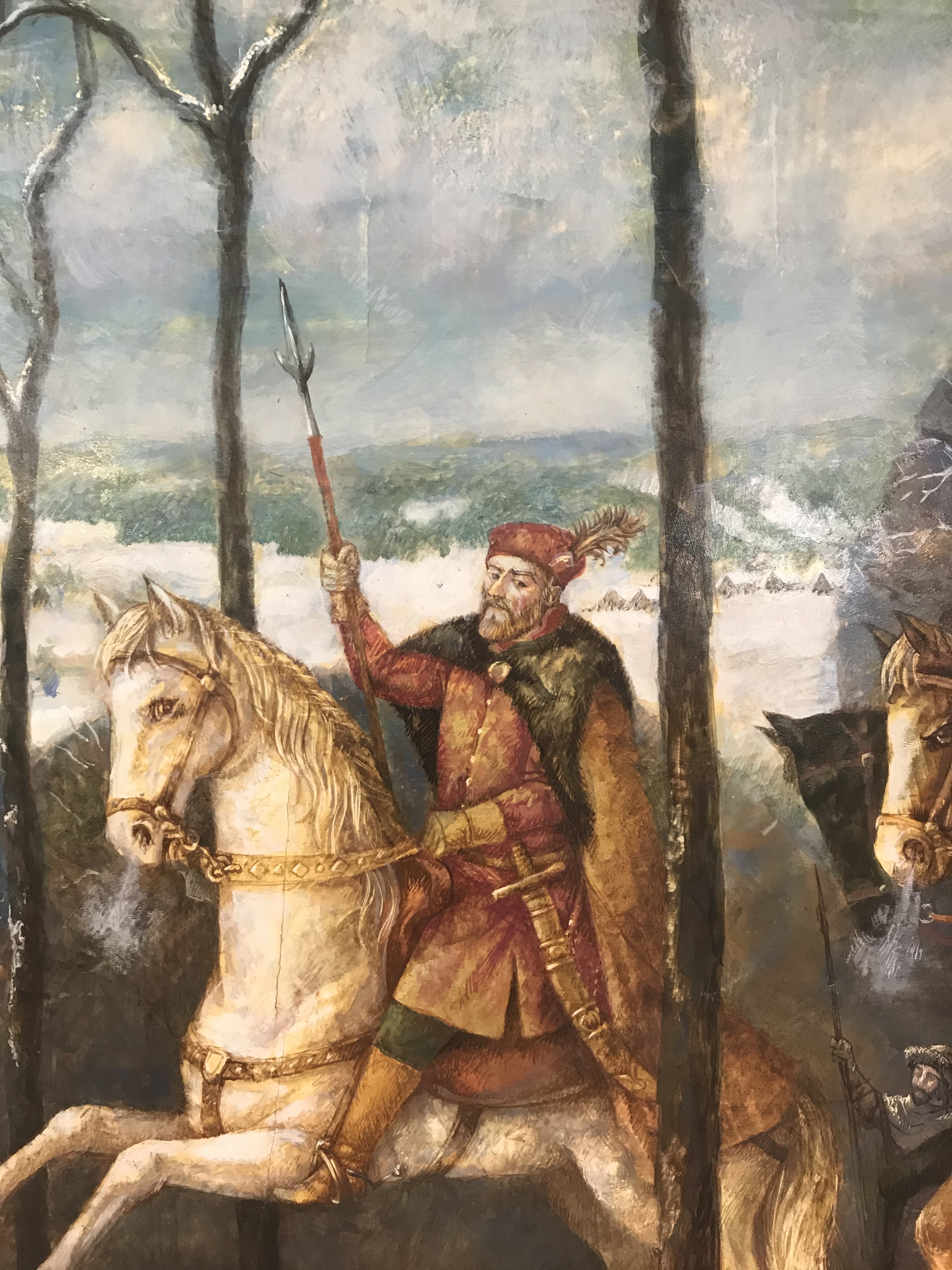
Фрагмент картины белорусского художника Игоря Гордиёнка «Юры Іванавіч Іллініч на паляванні»

Ю́рий Ива́нович Ильи́нич (ум. 1526) — государственный деятель Великого княжества Литовского, маршалок дворный и наместник лидский (1501), староста берестейский (1510), ковенский (1514), маршалок надворный литовский (1518). Известен как основатель Мирского замка.

## Биография
Представитель рода Ильиничей герба «Корчак», младший сын Ивашки Ильинича, наместника смоленского.
Унаследовал от отца значительные имения, о которых упоминает в своем завещании, а именно, Чернавчицы в Берестейском повете, Черново, Малково, Коморово, Воронцевичи и другие. Кроме того, ему досталось обширное имение Мир в Новогродском повете, которое Анна Бутримовна своим завещанием в 1476 году записала своей тëтке Милохне, а после её смерти завещала своему брату Юрию. Наследство Мир было подтверждено дополнительным завещанием в 1486 году.
К 1522 году Юрий Ильинич владел 40 имениями с общим количеством около 2 000 дворов, получал значительные доходы с подчинëнных ему староств и замков. Все свои владения он оставил четырëм сыновьям, из которых младший сын — Щасный, впоследствии, завладел всем отцовским наследием.

## Семья
Женой Юрия Ильинича была Ядвига, дочь Яна Юрьевича Заберезинского, воеводы трокского, маршалка великого литовского и наместника полоцкого. Ян Заберезинский записал своему зятю Юрию Ильиничу и его жене, своей дочери, третью часть Шерешова в сумме 580 коп литовских грошей.
В браке с Ядвигой Юрий Иванович имел 4—х сыновей: Ивана, Николая, Станислава, Щасного (Феликса) и двух дочерей: Анну и Ядвигу.
Юрий Иванович Ильинич похоронен в Вильне в костëле Святого Станислава рядом с женой, умершей при родах дочери Ядвиги.